# Pelleas und Melisande

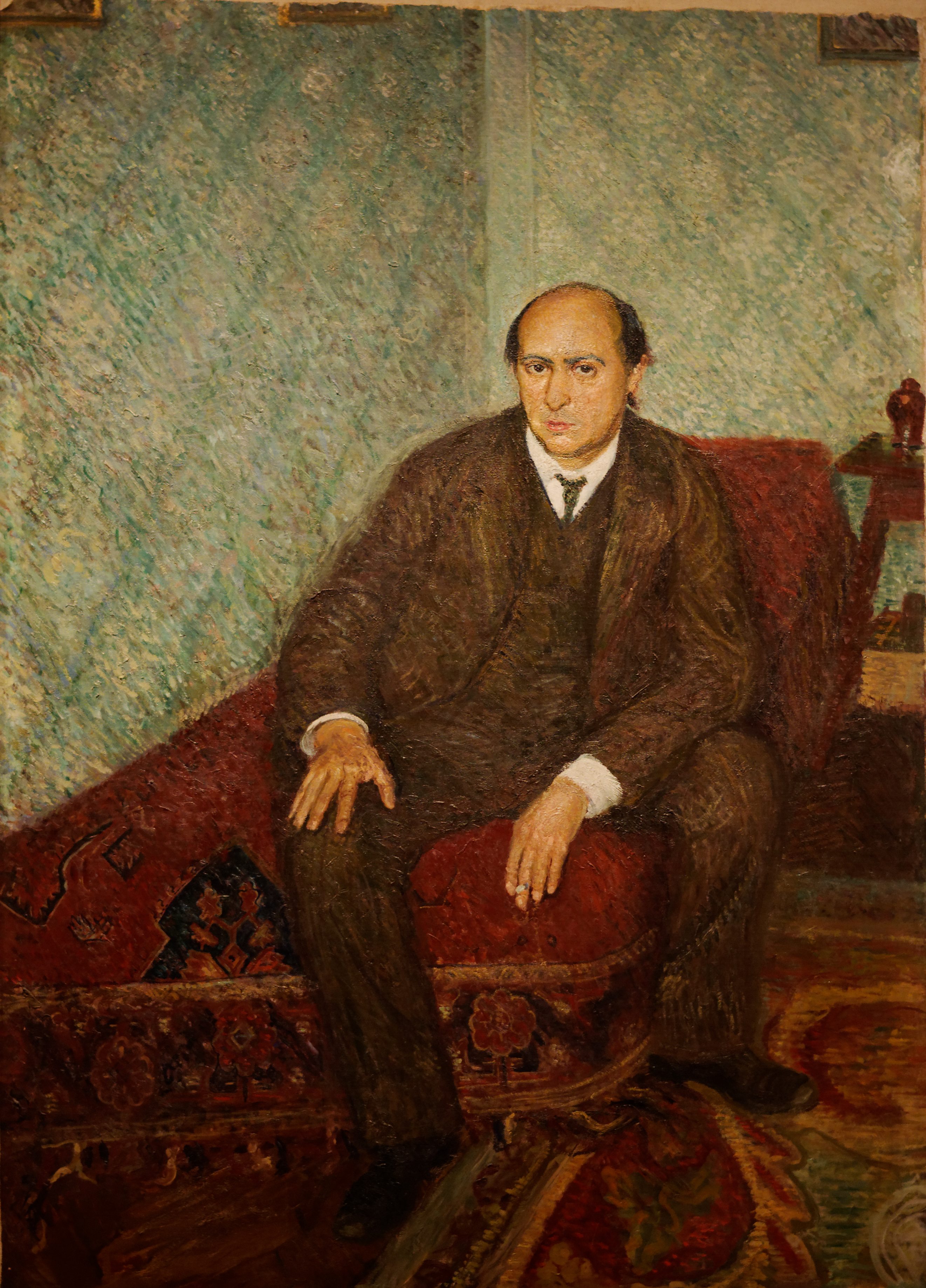
Ritratto di Arnold Schönberg (1905)

Pelleas und Melisande op. 5 è un poema sinfonico composto da Arnold Schönberg nel febbraio 1903 a breve distanza di tempo dalla creazione del sestetto per archi Verklärte Nacht, del 1899.
L'opera, sebbene si possa percepire una forte ricerca tonale innovativa, risente delle tecniche compositive tipiche di Richard Wagner e dello sviluppo orchestrale caratteristico di Richard Strauss.

## Contenuto
Lo stile di Schönberg non si rivela, quindi, qui totalmente indipendente e il lavoro è quanto mai lontano dalle successive tecniche dodecafoniche che prenderanno piede in modo pressoché definitivo solo dopo il 1920.
Nonostante questo, non si può dire che Pelleas und Melisande non risulti di grande difficoltà d'ascolto, ricco com'è di passaggi contrappuntistici e disseminato di ricchi e forti contrasti cromatici sinfonicamente pesanti. L'opera è poi di considerevole lunghezza (circa 50 minuti) e risulta nel complesso poco fluida e naturale sebbene in grado di affascinare.
Il poema si presenta come un unico lungo pezzo per orchestra: Schoenberg, ispirato dall'omonimo dramma teatrale di fine ottocento di Maeterlinck, decise -  contrariamente a Debussy che ne ricavò un'opera lirica - di puntare tutto sul puro sinfonismo e di trasferire ai soli strumenti non accompagnati da voce le proprie impressioni. È da tenere presente che Schönberg non era al corrente che Debussy stava per presentare a Parigi la prima della sua opera omonima.
A tratti lugubre, a tratti lirico, a tratti pesante, a tratti profondamente dissonante, questo lavoro - espresso in re minore - richiede un'orchestra di grandi proporzioni: 17 strumentisti ai legni, ben 18 agli ottoni, almeno una mezza dozzina di percussionisti. Non vi è una successione precisa di movimenti, il lavoro si svolge senza soluzione di continuità, e tutti i tempi - da silenziosi adagi a fortissimi larghi tipicamente sinfonici - si succedono con ampia libertà.

## Orchestrazione
L'organico è composto da tre flauti, un ottavino (uno dei flautisti talvolta suona anche l'ottavino), un corno inglese, tre oboi, tre clarinetti - clarinetti in La, Si bemolle e clarinetto basso (uno dei clarinettisti talvolta suona anche il clarinetto basso), tre fagotti, un controfagotto, otto corni, quattro trombe, cinque tromboni, una tuba, un set completo di timpani (in numero di quattro), quattro arpe, sedici primi violini, stesso numero di secondi violini, dodici viole, stesso numero per i violoncelli, otto bassi e percussioni (triangolo, cembali, tam-tam o gong, grande tenor-drum, drum basso e glockenspiel).
Le scene degne di nota all'interno del poema sono quasi tutte segnate da una caratteristica: sono tutte in adagio o in un movimento lento, spesso con una forte eco straussiana. L'inizio, le romantiche scene d'amore e la morte di Melisande, in D minor, sono in adagio, più o meno commovente, più o meno romantico, a seconda dell'occasione.

## Schönberg e Pelleas und Melisande
Dice Schönberg di Pelleas und Melisande nel suo libro Analisi e pratica musicale (Scritti 1909-1950) nel dicembre del 1949:
È ispirato da capo a fondo allo splendido dramma di Maurice Maeterlinck, di cui ho cercato di riflettere ogni particolare con  solo alcune omissioni e con lievi modifiche nella successione delle scene. Forse, come spesso succede in musica, uno spazio maggiore è riservato alle scene d'amore.
I tre personaggi principali sono presentati per mezzo di temi, sul tipo dei Leitmotiv di Wagner, solo che non sono così brevi: Melisande, creatura tanto debole, è rappresentata con un tema che si accompagna a molti mutamenti corrispondenti a varie atmosfere. Golaud è rappresentato con un tema che si presenta per la prima volta ai corni. Più avanti questo tema viene poi trasformato. Pelleas è nettamente differenziato col carattere vigoroso e cavalleresco del suo motivo. Melisande che gioca con l'anello il quale poi cade nella fontana è presentata in un passaggio di Scherzo. La scena poi in cui Melisande fa pendere i capelli fuori della finestra è illustrata con ricchezza. Il passaggio relativo si inizi con i flauti e i clarinetti che si imitano rigorosamente tra loro. Si aggiungono poi le arpe, mentre il violino solo suona il motivo di Melisande ed il violoncello solo il tema di Pelleas.»
"
E dice ancoro lo stesso Schoenberg, nello stesso libro:
Solo sei anni dopo, sotto la direzione di Oskar Fried, il pezzo ebbe un grande successo, e da allora non ha più irritato gli ascoltatori.»